# Хвалынский район
Хвалынский район — административно-территориальная единица (район) и муниципальное образование (муниципальный район) в Саратовской области России.
Административный центр — город Хвалынск.

## География
Хвалынский район — самый северный район области. Расположен в лесостепной зоне, на правом берегу Волги. Рельеф района холмистый — большую часть района занимают Хвалынские горы, одни из самых высоких на территории Приволжской возвышенности. Леса и древесно-кустарниковые насаждения занимают 28 тыс. га — 14,5% площади района. Для охраны природы региона организован национальный парк «Хвалынский».
Протяжённость автодорог общего пользования с твёрдым покрытием — 254,6 км.

## История
Плечевая кость палеоантропа на острове Хорошенском (Хорошевский, Хорошенький, Хорошев), найденная в 2 м от черепной крышки близ села Алексеевка южнее Хвалынска, принадлежит неандертальцу позднеашельской или раннемустьерской эпохи. Судьба двух других находок плечевых костей пока не ясна. Затылочная кость, обнаруженная на ныне затопленном острове Меровский в 1948 году, сходна с архаичным сапиенсом Схул V.
На высших точках Хвалынских гор найдено 17 городищ, датированных VI веком до нашей эры.
Хвалынск был основан в 1556 году как русский сторожевой пост на волжском острове Сосновый. В 1606 поселение было перенесено на место современного Хвалынска и стало селом Сосновый Остров. С 1780 года — центр Хвалынского уезда. Хвалынск и его окрестности был одним из центров старообрядчества России.
Хвалынский район как самостоятельная административная единица создан в 1928 году путём отделения от Вольского района.

## Население
| Годы      | 1939   | 1959   | 1970   | 1979   |
| --------- | ------ | ------ | ------ | ------ |
| Население | 40 495 | 42 893 | 22 429 | 18 120 |

| 1989    | 2002    | 2009    | 2010    | 2011    | 2012    | 2013    |
| ------- | ------- | ------- | ------- | ------- | ------- | ------- |
| 30 058  | ↘26 897 | ↘25 176 | ↘23 887 | ↘23 822 | ↘23 746 | ↗23 807 |
| 2014    | 2015    | 2016    | 2017    | 2018    | 2019    | 2020    |
| ↘23 719 | ↘23 271 | ↘22 844 | ↘22 412 | ↘22 182 | ↘21 885 | ↘21 730 |
| 2021    |         |         |         |         |         |         |
| ↘21 245 |         |         |         |         |         |         |

### Урбанизация
В городских условиях (город Хвалынск) проживают  56,68 % населения района.

### Национальный состав
| № | Национальность | 1939 год        | 2010 год        |
| - | -------------- | --------------- | --------------- |
| 1 | Русские        | 35 462 (87,6 %) | 20 208 (86,8 %) |
| 2 | Татары         | 622 (1,5 %)     | 1434 (6,2 %)    |
| 3 | Мордва         | 2949 (7,2 %)    | 450 (1,9 %)     |
| 4 | Чуваши         | 470 (1,2 %)     | 315 (1,4 %)     |
| 5 | Украинцы       | 572 (1,4 %)     | 247 (1,1 %)     |
| 6 | Другие         | 418             | 616             |
| 7 | Всего          | 40 495          | 23 887          |
| 8 | Не указали     | 2               | 617             |

## Муниципально-территориальное устройство
В Хвалынский муниципальный район входят 7 муниципальных образований, в том числе 1 городское поселение и 6 сельских поселений:
| №        | Муниципальное образование                   | Административный центр | Количество населённых пунктов | Население | Площадь, км2 |
| -------- | ------------------------------------------- | ---------------------- | ----------------------------- | --------- | ------------ |
| 1e-06    | Городское поселение:                        |                        |                               |           |              |
| 1        | муниципальное образование город Хвалынск    | город Хвалынск         | 7                             | ↘12 491   | 325,81       |
| 1.000002 | Сельские поселения:                         |                        |                               |           |              |
| 2        | Алексеевское муниципальное образование      | посёлок Алексеевка     | 7                             | ↘2674     | 435,40       |
| 3        | Благодатинское муниципальное образование    | село Благодатное       | 5                             | ↘769      | 257,08       |
| 4        | Возрожденческое муниципальное образование   | посёлок Возрождение    | 1                             | ↗2058     | 9,17         |
| 5        | Елшанское муниципальное образование         | село Елшанка           | 5                             | ↘1141     | 257,30       |
| 6        | Северное муниципальное образование          | посёлок Северный       | 3                             | ↗678      | 212,00       |
| 7        | Сосново-Мазинское муниципальное образование | село Сосновая Маза     | 7                             | ↗1434     | 424,93       |

В рамках организации местного самоуправления в 2005 году были созданы 9 муниципальных образований, в том числе 1 городское и 8 сельских поселений. В 2013 году Горюшинское и Сосново-Мазинское муниципальные образования были объединены в Сосново-Мазинское муниципальное образование. В 2016 году было упразднено Апалихинское муниципальное образование, включённое в Алексеевское муниципальное образование.

## Населённые пункты
В Хвалынском районе 35 населённых пунктов.
| №  | Населённый пункт                 | Тип                     | Население | Муниципальное образование |
| -- | -------------------------------- | ----------------------- | --------- | ------------------------- |
| 1  | Акатная Маза                     | село                    | ↘220      | Сосново-Мазинское         |
| 2  | Алексеевка                       | посёлок                 | ↘1936     | Алексеевское              |
| 3  | Апалиха                          | село                    | ↘519      | Алексеевское              |
| 4  | Благодатное                      | село                    | →664      | Благодатинское            |
| 5  | Возрождение                      | посёлок                 | ↗2058     | Возрожденческое           |
| 6  | Возрождение                      | станция                 |           | Благодатинское            |
| 7  | Вязовый Гай                      | железнодорожный разъезд | ↘5        | Благодатинское            |
| 8  | Горюши                           | село                    | ↗200      | Сосново-Мазинское         |
| 9  | Демкино                          | село                    | ↘96       | Алексеевское              |
| 10 | Дом отдыха «Черемшаны № 2»       | посёлок                 | 4         | город Хвалынск            |
| 11 | Дубовый Гай                      | железнодорожный разъезд | ↘0        | Сосново-Мазинское         |
| 12 | Дубовый Гай                      | село                    | ↘121      | Сосново-Мазинское         |
| 13 | Елховка                          | село                    | ↘192      | Сосново-Мазинское         |
| 14 | Елшанка                          | село                    | ↘585      | Елшанское                 |
| 15 | Еремкино                         | село                    | ↘181      | Елшанское                 |
| 16 | Ивановка                         | село                    | ↘253      | город Хвалынск            |
| 17 | Красный Затон                    | железнодорожный разъезд | ↘0        | Северное                  |
| 18 | Кулатка                          | железнодорожная станция | ↘101      | Елшанское                 |
| 19 | Нижняя Лебежайка                 | село                    | ↗2        | Благодатинское            |
| 20 | Новояблонка                      | село                    | ↘137      | Алексеевское              |
| 21 | Отделение совхоза «Черемшанский» | посёлок                 | 19        | город Хвалынск            |
| 22 | Победа                           | посёлок                 | ↘66       | Алексеевское              |
| 23 | Пограничный                      | посёлок                 | →2        | Благодатинское            |
| 24 | Подлесное                        | село                    | ↘161      | город Хвалынск            |
| 25 | Поповка                          | село                    | ↘341      | Елшанское                 |
| 26 | Санаторий «Родник»               | посёлок                 | 36        | город Хвалынск            |
| 27 | Санаторий «Черемшаны № 1»        | посёлок                 | 46        | город Хвалынск            |
| 28 | Северный                         | посёлок                 | ↘666      | Северное                  |
| 29 | Селитьба                         | село                    | ↘209      | Алексеевское              |
| 30 | Сосновая Маза                    | село                    | ↘838      | Сосново-Мазинское         |
| 31 | Старая Лебежайка                 | село                    | ↘198      | Елшанское                 |
| 32 | Старая Яблонка                   | село                    | ↘123      | Алексеевское              |
| 33 | Ульянино                         | село                    | ↘228      | Сосново-Мазинское         |
| 34 | Хвалынск                         | город                   | ↘12 042   | город Хвалынск            |
| 35 | Чёрный Затон                     | село                    | ↘96       | Северное                  |

## Экономика
Район сельскохозяйственный, производятся зерно, овощи, фрукты, мясо, молоко. Общая площадь сельскохозяйственных угодий составляет 133 тыс. га, из них пашня составляет 76 тыс. га, пастбища — 55 тыс. га, сады — более 1,5 тыс. га.
В районе имеются месторождения высококачественного мела, песка и гравия.

## Достопримечательности
В районе открыто около тысячи археологических памятников различных эпох. Около двух десятков городищ, относящихся к VI веку до н. э.
Хвалынск называют «Волжской Тюрингией», «Волжской Швейцарией». Живописные меловые горы, поросшие реликтовой растительностью и создающие целебный микроклимат, многочисленные родники сделали район наиболее привлекательным для лечения, отдыха и туризма. На месте старообрядческих монастырей возникли знаменитые волжские здравницы (санатории «Черемшаны», «Родник»), имеются также пансионаты и дома отдыха.
На территории района расположен национальный парк «Хвалынский» площадью более 25 тысяч гектаров, в котором встречаются редчайшие представители флоры и фауны.
В полях у границы с Ульяновской областью находится самый северный сохранившийся дореволюционный храм Саратовской области, построенный в 1843 году в ныне не существующем Новоспасском.

## Известные уроженцы и жители
- Агапов, Сергей Тимофеевич (1932—2006) — Герой Советского Союза, заслуженный лётчик-испытатель СССР.
- Агафонов, Георгий Матвеевич — Герой Советского Союза
- Боженко, Александр Гаврилович — Герой Советского Союза
- Бок, Владимир Георгиевич (1850—1899) — археолог
- Бржозовский, Антон Григорьевич (1870—1961) — врач
- Виноградов, Сергей Александрович (1907—1970) — дипломат
- Володин, Вячеслав Викторович — политик
- Вольский, Аркадий Иванович (1932—2006) — президент Союза промышленников и предпринимателей
- Гамзин, Владимир Васильевич — Герой Советского Союза[40]
- Гермоген (Орехов) — архиепископ Краснодарский и Кубанский
- Гросс, Конрад Юльевич (1863—1942) — учёный
- Грошев, Леонид Петрович — Герой Советского Союза
- Гурьянов, Пётр Иванович (1912—1997) — полный кавалер Ордена Славы
- Казанцев, Владимир Дмитриевич (р. 1923) — Заслуженный мастер спорта СССР, заслуженный тренер СССР.
- Карпов, Владимир Борисович (1912—1977) — писатель
- Кильдяков, Михаил Андреевич — Герой Советского Союза
- Наровчатов, Сергей Александрович (1919—1981) — поэт, философ, литературовед
- Неклюдов, Юрий Алексеевич (р. 1938) — медик, профессор судебной медицины
- Панфёров, Фёдор Иванович (1896—1960) — писатель
- Пашин, Валентин Михайлович (р. 1937) — кораблестроитель, ГСС
- Петров-Водкин, Кузьма Сергеевич (1878—1939) — художник
- Серов Василий Матвеевич (1878—1918) — первый председатель Верхнеудинского Совета рабочих, крестьянских и солдатских депутатов
- Платонов, Георгий Фёдорович — Герой Советского Союза, кавалерист
- Потёмкин, Михаил Яковлевич — Герой Советского Союза
- Радаев, Валерий Васильевич — Губернатор Саратовской области с 5 марта 2012 года
- Симонов, Пётр Фомич (1883—1934) — дипломат
- Суслов, Михаил Андреевич (1902—1982) — партийный деятель (КПСС)
- Тих, Нина Александровна (1912—1989) — антрополог, психолог, физиолог
- Трубаченко, Василий Петрович — Герой Советского Союза
- Фетняев, Иван Тимофеевич — Герой Советского Союза
- Ульянин, Фёдор Иванович — Герой Советского Союза, уроженец села Болтуновка